# Casa Civil (Distrito Federal)
| Casa Civil do Distrito Federal                                                         |                       |
| Palácio do Buriti, Praça do Buriti, 1º andar – CEP: 70075-900 www.casacivil.df.gov.br/ |                       |
| Palácio do Buriti, sede da Casa Civil do Distrito Federal.                             |                       |
| Palácio do Buriti, sede da Casa Civil do Distrito Federal.                             |                       |
| Atual secretário                                                                       | Gustavo do Vale Rocha |

A Casa Civil é um órgão do governo do Distrito Federal, no Brasil. É de sua responsabilidade executar a articulação político-estratégica para o crescimento sustentável e inovador do Distrito Federal, com foco no cidadão. O atual chefe da Casa Civil é Gustavo do Vale Rocha.
Possui status de secretaria e, conforme decreto exarado em 2019, conta com competência para realizar o acompanhamento das políticas da gestão governamental, realizar as atividades de relações públicas, planejar e integrar as ações regionais de governo, verificar previamente os requisitos formais e pessoais dos atos administrativos de nomeação submetidos à deliberação do governador, a gestão orçamentária e financeira da Casa Militar,dentre outros.

## Secretarias Executivas e Subsecretarias
| Secretarias Executivas                               | Titular                             |
| ---------------------------------------------------- | ----------------------------------- |
| Secretaria Executiva Institucional                   | Cristiano Lopes da Cunha            |
| Secretaria Executiva de Gestão Estratégica           | Bruno Sigmaringa Seixas             |
| Secretaria Executiva de Relações Parlamentares       | Maurício Antônio do Amaral Carvalho |
| Secretaria Executiva de Atos Oficiais                | Raiana do Egito Moura               |
| Subsecretarias                                       | Titular                             |
| Subsecretaria de Administração Geral                 | José Eduardo Couto Ribeiro          |
| Subsecretaria de Análise de Políticas Governamentais | Raimundo Dias Irmão Júnior          |
| Subsecretaria de Tecnologia da Informação            | Antônio de Pádua Canavieira         |
| Secretaria Executiva de Atos Oficiais                | Raiana do Egito Moura               |

## Secretários de Estado
Lista de Secretários de Estado da Casa Civil do Distrito Federal desde à primeira gestão eleita após à abertura das eleições diretas, em 1990. Durante todo o período a secretaria recebeu diversas denominações.
| Secretários | Secretários                        | Foto          | Partido     | Período                                            | Denominação                                                                               | Governador              | Notas               | Ref.                 |
| ----------- | ---------------------------------- | ------------- | ----------- | -------------------------------------------------- | ----------------------------------------------------------------------------------------- | ----------------------- | ------------------- | -------------------- |
| 1°          | Benjamin Roriz                     |               | Sem Partido | 15 de março de 1991 até 1° de janeiro de 1995      | Secretaria de Governo do Distrito Federal                                                 | Joaquim Roriz           |                     | [ 4 ]                |
| 2°          | Hélio Doyle                        |               | Sem Partido | 1° de janeiro de 1995 até 1° de janeiro de 1999    | Secretaria de Governo do Distrito Federal                                                 | Cristovam Buarque       |                     | [ 5 ]                |
| 3°          | Benjamin Roriz                     |               | Sem Partido | 1° de janeiro de 1999 até 31 de março de 2006      | Secretaria de Governo do Distrito Federal                                                 | Joaquim Roriz           |                     | [ 6 ]                |
| 4°          | Marcelo da Silva Nunes             |               | Sem Partido | 31 de março de 2006 até 1° de janeiro de 2007      | Secretaria de Governo do Distrito Federal                                                 | Maria de Lourdes Abadia |                     |                      |
| 5°          | José Humberto Pires de Araújo      |               | Sem Partido | 1° de janeiro de 2007 até 16 de junho de 2008      | Secretaria de Governo do Distrito Federal                                                 | José Roberto Arruda     |                     | [ 7 ]                |
| 6°          | José Geraldo Maciel                |               | Sem Partido | 16 de junho de 2008 até 27 de novembro de 2009     | Casa Civil do Distrito Federal                                                            | José Roberto Arruda     |                     | [ 8 ] [ 9 ] [ 10 ]   |
| 7°          | Flávio Adalberto Ramos Giussani    |               | Sem Partido | 28 de novembro de 2009 até 25 de fevereiro de 2010 | Secretaria de Governo do Distrito Federal                                                 | José Roberto Arruda     |                     | [ 11 ]               |
| 7°          | Flávio Adalberto Ramos Giussani    | Paulo Octávio | Sem Partido | 28 de novembro de 2009 até 25 de fevereiro de 2010 | Secretaria de Governo do Distrito Federal                                                 |                         |                     | [ 11 ]               |
| 7°          | Flávio Adalberto Ramos Giussani    | Wilson Lima   | Sem Partido | 28 de novembro de 2009 até 25 de fevereiro de 2010 | Secretaria de Governo do Distrito Federal                                                 |                         |                     | [ 11 ]               |
| 8°          | Antônio Alves do Nascimento Neto   |               | Sem Partido | 25 de fevereiro de 2010 até 19 de abril de 2010    | Secretaria de Governo do Distrito Federal                                                 |                         | [ 11 ]              |                      |
| 9°          | Renato Santana                     |               | Sem Partido | 19 de abril de 2010 até 1° de janeiro de 2011      | Secretaria de Governo do Distrito Federal                                                 | Rogério Rosso           |                     |                      |
| 10°         | Jacques Pena                       |               | PT          | 1° de janeiro de 2011 até 1° de abril de 2011      | Casa Civil do Distrito Federal                                                            | Agnelo Queiroz          |                     | [ 12 ] [ 13 ]        |
| 11°         | Cláudio Monteiro                   |               | Sem Partido | 1° de abril de 2011 até 9 de maio de 2011          | Casa Civil do Distrito Federal                                                            | Agnelo Queiroz          |                     |                      |
| 12°         | Paulo Tadeu                        |               | PT          | 9 de maio de 2011 até 19 de março de 2012          | Secretaria de Governo do Distrito Federal                                                 | Agnelo Queiroz          |                     | [ 14 ] [ 15 ]        |
| 13°         | Swedenberger do Nascimento Barbosa |               | Sem Partido | 20 de março de 2012 até 22 de dezembro de 2014     | Casa Civil do Distrito Federal                                                            | Agnelo Queiroz          |                     | [ 16 ] [ 17 ] [ 18 ] |
| -           | Afonso Almeida                     |               | Sem Partido | 23 de dezembro de 2014 até 1° de janeiro de 2015   | Casa Civil do Distrito Federal                                                            | Agnelo Queiroz          | Secretário Interino | [ 19 ]               |
| 14°         | Hélio Doyle                        |               | Sem Partido | 1° de janeiro de 2015 até 10 de maio de 2015       | Secretaria de Estado da Casa Civil, Relações Institucionais e Sociais do Distrito Federal | Rodrigo Rollemberg      |                     | [ 20 ]               |
| 15°         | Sérgio Sampaio                     |               | Sem Partido | 10 de maio de 2015 até 1° de janeiro de 2019       | Secretaria de Estado da Casa Civil, Relações Institucionais e Sociais do Distrito Federal | Rodrigo Rollemberg      |                     | [ 21 ]               |
| 16°         | Eumar Novacki                      |               | Sem Partido | 1º de janeiro de 2019 até 13 de maio de 2019       | Casa Civil do Distrito Federal                                                            | Ibaneis Rocha           |                     | [ 22 ]               |
| -           | Gustavo do Vale Rocha              |               | Sem Partido | 13 de maio de 2019 até 9 de julho de 2019          | Casa Civil do Distrito Federal                                                            | Ibaneis Rocha           | Secretário Interino | [ 23 ]               |
| 17°         | Valdetário Andrade Monteiro        |               | Sem Partido | 9 de julho de 2019 até 18 de junho de 2020         | Casa Civil do Distrito Federal                                                            | Ibaneis Rocha           |                     | [ 24 ]               |
| 18°         | Gustavo do Vale Rocha              |               | Sem Partido | 18 de junho de 2020 até à atualidade               | Casa Civil do Distrito Federal                                                            | Ibaneis Rocha           |                     | [ 25 ]               |